# Medisterpølse
Medisterpølse eller blot medister er en skandinavisk specialitet. Det er en tyk, krydret pølse af hakket flæsk (svinekød) stoppet i svinetarme.
Ordet er sat sammen af met (flæsk) og ister (indvoldsfedt fra svinemaver). Ordet er første gang nævnt i den svenske biskop Hans Brasks husholdningsbog fra starten af 1500-tallet. Pølsetypens konsistens er gennem tiden ændret: Pølsefarsen blev oprindelig hakket med kniv; siden 1800-tallet er den i højere grad blevet hakket på maskine og har derved fået en meget finere konsistens. Det er dog stadig muligt, hos enkelte slagtere og supermarkeder, at få den originale "grovhakkede" medister. Almindelige krydderier er allehånde, nelliker, husholdningssalt og peber, sjældnere kardemomme og muskatblomme. Man har også eksempler på at man har fyldt farsen til pølsen med lunge i stedet for kød og dertil flæsk, kommen, salvie og merian. Der findes yderligere varianter i form af røgede medisterpølser. Pølsen laves i ét langt stykke og skæres først ud før serveringen. Med henblik på længere tids opbevaring skal rå medisterpølse nedfryses.
Medisterpølsen tilberedes traditionelt ,- i modsætning til mange andre pølsetyper - ved først at blive kogt eller blancheret (hvilket dog i aftagende grad bliver almindeligt), dernæst stegt og efterfølgende udskåret. Kogt - og ikke stegt - medisterpølse serveres ofte som tilbehør til gule ærter og forskellige varianter af stuvet kål og julekål (vendsysselsk, sønderjysk). I den fynske version bliver medisterpølsen også karamelliseret på sammen måde som brunkartofler.

## Fodnoter
1. ↑  Oplysningen om ordet medisters første anvendelse stammer fra bogen Boyhus, Else-Marie. Traditionsrige retter (2. oplag, 1977 udgave). Herning: Wormianum. s. 27-28. ISBN 87-85160-40-7.
2. ↑  Kogning af medisterpølse nævnes på side 158 i Fakstorp, Jørgen; Boyhus, Else-Marie, red. (1998), Gastronomisk Leksikon, Nordisk Forlag, ISBN 87-00-20284-3